# Barnstable

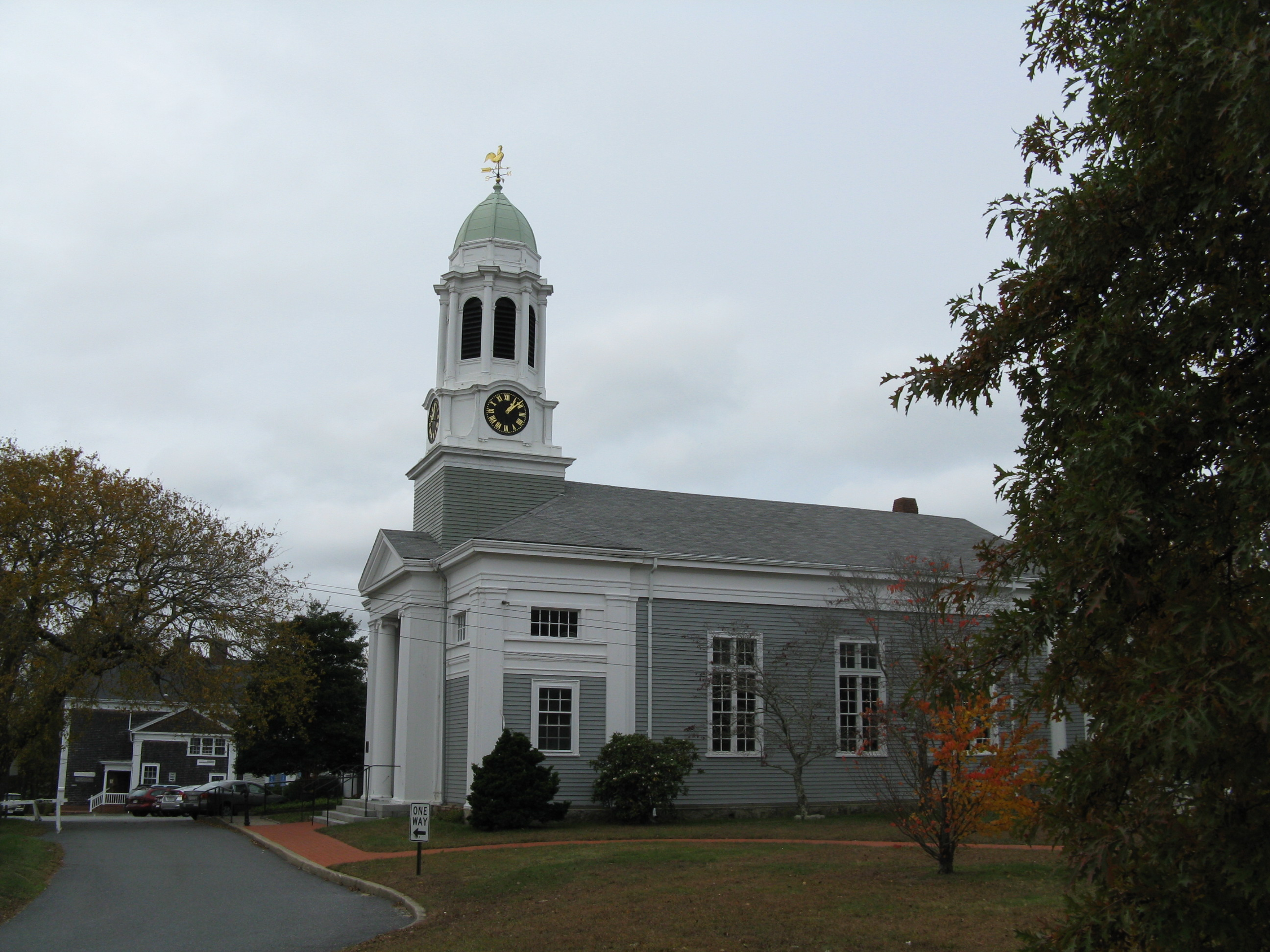
Unitarian Church i Barnstable.

Barnstable, stad i Barnstable County i delstaten Massachusetts, USA med cirka 47 821 invånare (2000). Barnstable är administrativ huvudort (county seat) i Barnstable County. 